# Басанець Павло Павлович
Басанець Павло Павлович (12 січня 1956 Запорізька область, Україна) — дипломат та громадсько-політичний діяч Російської Федерації. Полковник служби зовнішньої розвідки, ветеран служби (до 2006). Юрист-міжнародник, фахівець з країн Сходу. Має урядові нагороди.

## Життєпис
Народився у багатодітній сім'ї.
По закінченні школи працював на заводі робочим. У 1974—1976 роках служив в армії.
1981 року закінчив факультет міжнародних відносин Вищої Червонопрапорної школи КДБ СРСР ім. Ф. Е. Дзержинського за фахом юрист-міжнародник, спеціаліст з країн Сходу.
Служив у службі зовнішньої розвідки перебуваючи на різних, зокрема й на дипломатичних, посадах за кордоном.
Вільно володіє китайською, англійською, індонезійською та малайською мовами.
Ветеран служби зовнішньої розвідки. Позбавлений звання 2006 року після виступу з критикою В. Путіна .
Протягом 15 років займався бойовими мистецтвами, інструктор з рукопашного бою, має коричневий пояс з карате.

### Громадська діяльність
Був помічником депутата Державної Думи РФ, головного редактора «Советской России» Валентина Чікіна. У липні 2007 року на вимогу Г. Зюганова та В. Нікітіна за згоди Чікіна позбавлений статусу помічника депутата.
До середини 2007 року — 1-й секретар Західного Окружного Комітету КПРФ Москви, член бюро ММК КПРФ.
У квітні 2007 року фракцією КПРФ Держдуми опублікований бюлетень «Россия и мир» (№ 11 (601), майже цілком присвячений нападкам і компромату на Басанця: 118 сторінок тексту, що містив копії його особистих документів, матеріали «прослушки», фрагменти книги Олександра Литвиненка, анонімні матеріали з інтернету. Влітку того ж року включений до чорного списку «неотроцкістів» у КПРФ, складеного головою Центральної контрольно-ревізійної комісії КПРФ Володимиром Нікітіном. ЦКРК КПРФ розповсюдила брошуру «Окружение Басанца Павла Павловича» за авторством Волкова В. Н.
Співголова Комітету захисту прав громадян РФ, член Союзу радянських офіцерів.

## Публікації
- Факел тщеславия и казнокрадства в Сочи зажигает огонь революции в России! 08.02.2014.
- Приоткрывая завесу будущего… 29.01.2014.
- Власть в Китае умней? Или порядочней? 06.12.2013.
- Китайские аналоги «Сколково». Без яиц. «Фаберже». 14.11.2013.
- Ненавижу иллюзии. Презираю иллюзионистов 11.11.2013.
- Честные выборы, право голоса, самые демократические СМИ 22.10.2013.
- Китайские угрозы для России: Борьба с коррупцией 27.09.2013.
- Президента неправильно поняли? 21.09.2013.
- Возможно ли спасти душу президента? 20.09.2013.
- Гастарбайтеры в Малайзии. Путевые заметки 19.09.2013.

## Родина
Має пятеро дітей.